# Ansonia inthanon
Ansonia inthanon – gatunek tajskiego płaza bezogonowego z rodziny ropuchowatych (Bufonidae).

## Systematyka
Gatunek ten zalicza się do rodzaju Ansonia, będąc jednym z 10 spotykanych w Tajlandii przedstawicieli tego rodzaju płazów spośród 38 gatunków rodzaju Ansonia w ogólności. Umiejscowienie tego rodzaju w obrębie rodziny ropuchowatych (Bufonidae) stanowi przedmiot debaty, wydaje się on bliskim krewnym rodzaju Pelophryne i uznawanej tylko przez niektórych autorów podrodziny Adenominae.

## Rozmieszczenie geograficzne
Płaz ten należy do gatunków endemicznych. Co więcej, spotkano go jedynie w dwóch miejscach na terenie Tajlandii (Azja Południowo-Wschodnia). Jako lokalizację typową uznano Doi Inthanon. Drugie miejsce, gdzie natrafiono na gatunek, Thongphaphum, leży w tej samej tajskiej prowincji Kanchanaburi.
Międzynarodowa Unia Ochrony Przyrody (IUCN), biorąc pod uwagę trudności w dostrzeżeniu tego skrytego płaza, rozważa możliwość, że rzeczywisty zasięg występowania gatunku jest szerszy, niż wynikałoby to z dotychczasowych danych; możliwe że występuje on na przyległym terenie Mjanmy.

## Ekologia
Zwierzę wiedzie skryty tryb życia w lasach pokrywających zbocza wzniesień. Żyje w sąsiedztwie niewielkich, szybko płynących strumieni górskich.
Bytuje na wysokościach pomiędzy 930 a 1650 m nad poziomem morza.

## Cykl życiowy
Rozród opisywanej ropuchy zachodzi w wodzie. Występuje forma larwalna, czyli kijanka, rozmnażająca się w środowisku wodnym.

## Status zagrożenia i ochrona
Wedle IUCN gatunek nie wydaje się rzadki w miejscach jego występowania. Organizacja ta podpiera się w tej kwestii publikacjami Matsui et al. 1998, Chan-ard 2003, Daly et al. 2004. W 2017 roku IUCN nadała gatunkowi status LC (Least Concern, najmniejszej troski). Całkowita liczebność tego gatunku płaza bezogonowego prawdopodobnie maleje ze względu na utratę siedlisk spowodowaną ekspansją rolnictwa.
IUCN podaje następujące zagrożenia:
- degradacja środowiska naturalnego związana z rozwojem rolnictwa
- użycie w medycynie (jednakże liczba wykorzystywanych osobników nie stwarza realnego zagrożenia dla gatunku)
- introdukcja żaby ryczącej (Lithobates catesbeianus)

Płaz ten zamieszkuje tereny chronione – Park Narodowy Doi Inthanon, stanowiący jego lokalizację typową, oraz Park Narodowy Thong Pha Phum.
IUCN zauważa konieczność dalszych badań w celu lepszego poznania gatunku.